# Charlie St. Cloud halála és élete
A Charlie St. Cloud halála és élete (eredeti cím: Charlie St. Cloud) 2010-ben bemutatott amerikai romantikus filmdráma, melyet Burr Steers rendezett. A forgatókönyv Ben Sherwood The Death and Life of Charlie St. Cloud című regénye alapján készült. A főbb szerepekben Zac Efron és Amanda Crew látható.

## Cselekmény
Miután Charlie túlél egy autóbalesetet, amelyben meghalt az öccse, természetfeletti képességet kap. Láthatja testvére és mások szellemét, és az erejét arra kell használnia, hogy megmentse az általa szeretett nőt egy közelgő katasztrófától.

## Szereplők
| Szerep                   | Színész       | Magyar hang      |
| ------------------------ | ------------- | ---------------- |
| Charlie St. Cloud        | Zac Efron     | Markovics Tamás  |
| Sam St. Cloud            | Charlie Tahan | Ducsai Ábel      |
| Tess Carroll             | Amanda Crew   | Tompos Kátya     |
| Claire St. Cloud         | Kim Basinger  | Kovács Nóra      |
| Florio Ferrente          | Ray Liotta    | Forgács Péter    |
| Alistair Woolley         | Augustus Prew | Hamvas Dániel    |
| Tink Weatherbee          | Donal Logue   | Gyabronka József |
| Cindy                    | Tegan Moss    |                  |
| Timothy Patrick Sullivan | Dave Franco   |                  |